# Alexandra Nikolajewna Stepanowa

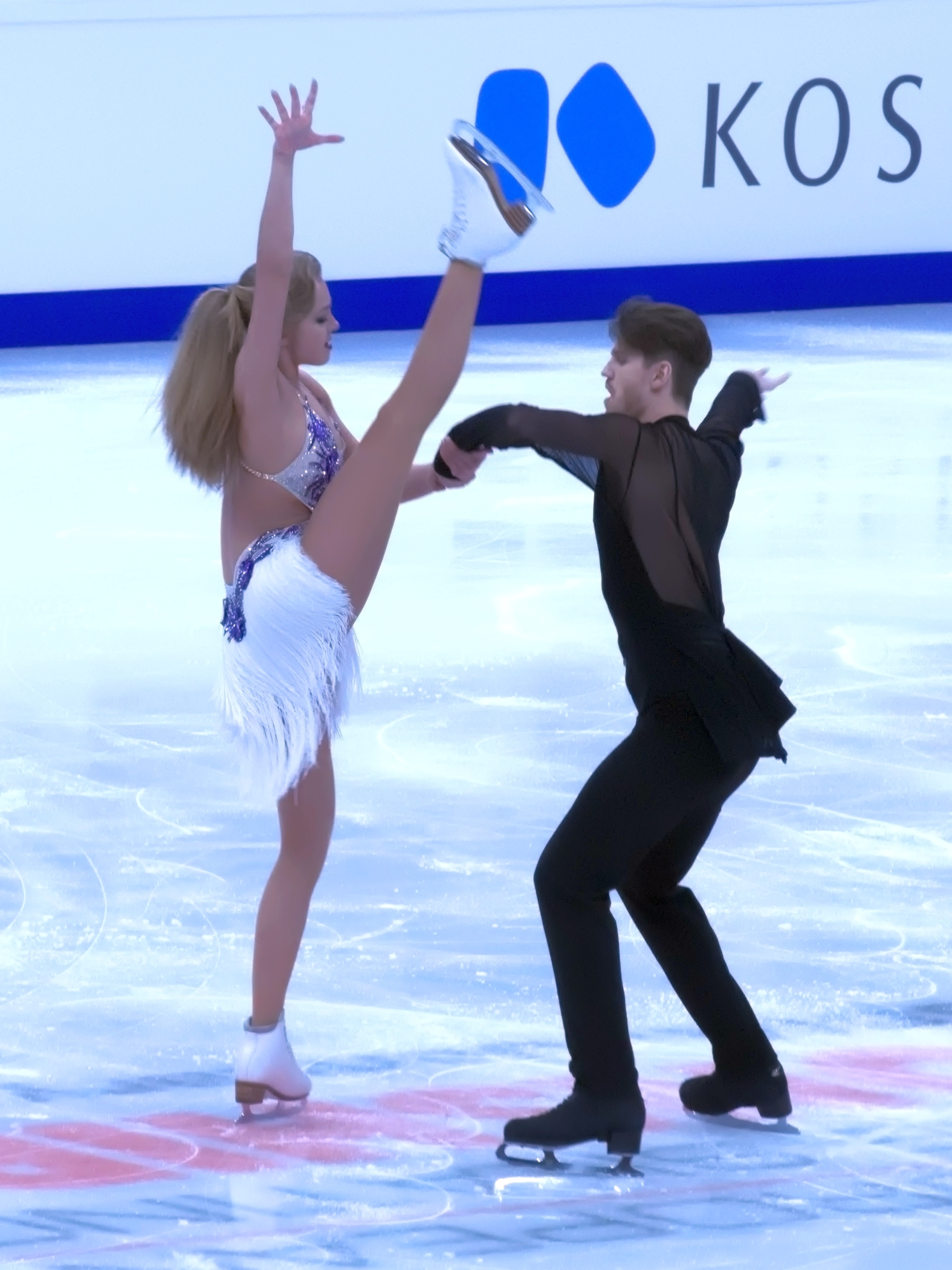
Stepanowa und Bukin bei der EM 2018

Alexandra Nikolajewna Stepanowa (russisch Александра Николаевна Степанова; * 19. August 1995 in Sankt Petersburg, Russland) ist eine russische Eistänzerin. Mit ihrem Eistanzpartner Iwan Bukin gewann sie bei Europameisterschaften 2019 und 2022 die Silbermedaille sowie 2015, 2018 und 2020 die Bronzemedaille.

## Erfolge
Mit Iwan Bukin im Eistanz:
| Meisterschaft / Jahr               | 2014    | 2015    | 2016    | 2017    | 2018    | 2019    | 2020    | 2021    | 2022    |
| ---------------------------------- | ------- | ------- | ------- | ------- | ------- | ------- | ------- | ------- | ------- |
| Olympische Winterspiele            |         |         |         |         |         |         |         |         | 6.      |
| Weltmeisterschaften                |         | 9.      | 11.     | 10.     | 7.      | 4.      |         | 5.      |         |
| Eiskunstlauf-Europameisterschaften |         | 3.      | 5.      | 5.      | 3.      | 2.      | 3.      |         | 2.      |
| Russische Meisterschaften          | 6.      | 3.      | 3.      | 2.      | 2.      | 2.      | 2.      | 1.      | 1.      |
| Grand-Prix-Wettbewerb / Saison     | 2013/14 | 2014/15 | 2015/16 | 2016/17 | 2017/18 | 2018/19 | 2019/20 | 2020/21 | 2021/22 |
| Grand-Prix-Finale                  |         |         |         |         |         | 4.      | 4.      |         |         |
| Cup of China                       |         |         |         | 3.      |         |         |         |         |         |
| Cup of Russia                      |         | 5.      |         |         | 3.      | 1.      |         |         |         |
| Gran Premio d’Italia               |         |         |         |         |         |         |         |         | 3.      |
| Helsinki                           |         |         |         |         |         | 1.      |         |         |         |
| Internationaux de France           |         |         | 3.      |         | 3.      |         |         |         | 3.      |
| NHK Trophy                         |         |         | 4.      |         |         |         | 2.      |         |         |
| Skate America                      |         | 3.      |         | 5.      |         |         | 2.      |         |         |
| Skate Canada                       | 8.      |         |         | 5.      |         |         |         |         |         |

Mit Iwan Bukin im Eistanz bei den Junioren:
| Ergebnisse                                                  | Ergebnisse              | Ergebnisse              | Ergebnisse              | Ergebnisse              |
| International: Junioren                                     | International: Junioren | International: Junioren | International: Junioren | International: Junioren |
| Wettbewerb / Saison                                         | 2009–10                 | 2010–11                 | 2011–12                 | 2012–13                 |
| ----------------------------------------------------------- | ----------------------- | ----------------------- | ----------------------- | ----------------------- |
| Juniorenweltmeisterschaften                                 |                         |                         | 2.                      | 1.                      |
| JGP Finale                                                  |                         | 3.                      | 3.                      | 1.                      |
| JGP Frankreich                                              |                         | 1.                      |                         |                         |
| JGP Deutschland                                             |                         |                         |                         | 1.                      |
| JGP Italien                                                 |                         |                         | 1.                      |                         |
| JGP Japan                                                   |                         | 1.                      |                         |                         |
| JGP Rumänien                                                |                         |                         | 1.                      |                         |
| JGP Türkei                                                  |                         |                         |                         | 1.                      |
| Pavel Roman Memorial Pokal                                  |                         | 1. J.                   |                         |                         |
| NRW Trophy                                                  | 2. J.                   |                         |                         |                         |
| National                                                    |                         |                         |                         |                         |
| Russische Juniorenmeisterschaften                           |                         | 4.                      | 2.                      | Z                       |
| J. = Junioren; JGP = Junioren Grand Prix; Z = zurückgezogen |                         |                         |                         |                         |